# Martha Hudson
Martha B. Hudson-Pennyman, ameriška atletinja, * 21. marec 1939, Eastman, Georgia, ZDA.
Nastopila je na poletnih olimpijskih igrah leta 1960, kjer je osvojila naslov olimpijske prvakinje v štafeti 4x100 m s svetovnim rekordom 44,4 s, v teku na 100 m se je uvrstila v četrtfinale.